# IC 2674
IC 2674 је спирална галаксија у сазвјежђу Лав која се налази на листи објеката дубоког неба у Индекс каталогу.
Деклинација објекта је + 11° 2' 54" а ректасцензија 11h 16m 8,2s. Привидна величина (магнитуда) објекта IC 2674 износи 14,4 а фотографска магнитуда 15,1. Налази се на удаљености од 88,267 милиона парсека од Сунца. IC 2674 је још познат и под ознакама UGC 6290, CGCG 67-46, KARA 474, PGC 34373.